# Eruli
Gli Èruli (in latino Herŭli o Erŭli) sono stati una popolazione germanica della quale è ancora incerta l'origine; per alcuni studiosi le loro prime sedi erano nello Halland (Svezia), mentre secondo altri nella vicina isola danese di Selandia se non nello Jutland stesso.

## Storia
Tra il II ed il III secolo si spostarono, contemporaneamente ad altre popolazioni germaniche (Goti), nella regione compresa tra il fiume Dnepr e il Mar d'Azov. Giunti a ridosso del limes (Pannonia, sponde settentrionali del Mar Nero, presso il Mar d'Azov) dalle natie terre baltiche intorno alla metà del III secolo, nel 253 si unirono anch'essi ai Goti nell'attacco a Pessinunte ed Efeso, che distrussero. In seguito presero anch'essi parte, insieme ai Gepidi ed ad altre tribù, all'imponente coalizione guidata dai Goti che saccheggiò le province romane della regione balcanico-anatolica. Da queste basi, Goti ed Eruli partirono per compiere varie incursioni di pirateria lungo le coste prima del Mar Nero e poi dell'Asia minore, fino a colpire Atene (267).
I primi contatti diretti tra Romani ed Eruli sono riferibili alle scorrerie operate da un'orda di Germani (composta, oltre che dagli Eruli, anche dai Goti e dai Gepidi) nei Balcani e alla decisiva battaglia vinta dai Romani guidati dall'imperatore Claudio II nel 268 nei pressi di Niš nell'attuale Serbia (per questa e altre vittorie nei due anni seguenti l'imperatore si guadagnò il titolo di "Gotico Massimo").
Anche l'allora cesare e futuro imperatore Galerio sconfisse gli Eruli, insieme con i Franchi ed i Batavi, tra il 293 e il 295.
In seguito, gli Eruli sono citati tra le popolazioni che si unirono agli Unni guidati da Attila al cui seguito parteciparono alle scorrerie per tutta l'Europa.
Morto Attila (453), nel 454 gli Eruli si distaccarono dagli Unni e costituirono un forte regno intorno a Brno (Moravia meridionale) e Vienna, sottomettendo le popolazioni vicine tra cui i Longobardi.
Gli Eruli erano la componente principale dell'insieme di tribù germaniche che, entrate al servizio dell'Impero romano in qualità di mercenari, ne decisero le sorti in territorio italico: nel 476, infatti, il loro re Odoacre depose l'ultimo imperatore romano d'Occidente, Romolo Augusto, ed assunse il controllo dell'Italia. Il regno degli Eruli fu però di breve durata, scalzato nel 493 dagli Ostrogoti di Teodorico.
Nel 508, secondo la narrazione che ne fa Procopio, i Longobardi si affrancarono dalla sudditanza cui erano sottoposti sconfiggendo in un'epica battaglia gli Eruli guidati dal loro re Rodolfo, figlio adottivo di Teodorico.
Dopo questa sconfitta gli Eruli scomparvero quasi completamente; infatti, i superstiti della battaglia subirono una diaspora, venendo in gran parte assorbiti dagli stessi Longobardi. Una parte di loro preferì trasferirsi in Illiria ottenendo la protezione di Bisanzio ed un'altra parte, tra la quale si trovava la famiglia reale, migrò nell'odierna Svezia meridionale, probabilmente le loro terre native, come ricorda lo storico Procopio.
Questi scrisse di un gruppo di Eruli, che «attraversò il territorio di tutti gli Sclaveni» mentre si dirigevano verso la Danimarca nel 512.
Da questo momento in poi si perdono le tracce di questa popolazione che tanto terrore aveva portato tra le popolazioni dell'Impero romano.